# Людовик (герцог Бретонский)
Людо́вик Францу́зский (фр. Louis de France; 8 января 1707, Версаль — 8 марта 1712, Версаль) — наследник французского престола, второй сын герцога Бургундского, правнук короля Людовика XIV. С рождения носил титул герцога Бретонского, а на протяжении восемнадцати дней в 1712 году — дофина Франции.

## Биография

Людовик, герцог Бретонский, носил герб объединявший французский королевский герб (в 1 и 4 частях) — в лазоревом поле три золотых лилии, и герб Бретани (во 2 и 3 частях) — горностай

Людовик появился на свет 8 января 1707 года в Версале и был сыном Людовика, герцога Бургундского, и Марии Аделаиды Савойской. Рождение мальчика стало результатом второй беременности герцогини — тремя годами ранее она родила сына, названного также Людовиком, который скончался, не прожив и года; помимо двух Людовиков, рождённых в 1704 и 1707 годах, в семье был ещё один сын с тем же именем — Людовик, герцог Анжуйский, рождённый в 1710 году. Все три принца родились в правление прадеда-короля Людовика XIV; двое старших принцев также с рождения носили один и тот же титул — герцога Бретонского.
По отцу Людовик, герцог Бретонский, был внуком Великого Дофина и Марии Анны Виктории Баварской, по матери — короля Сардинии и Сицилии Виктора Амадея II Савойского и Анны Марии Орлеанской; кроме того, и по отцу и по матери Людовик был потомком Виктора Амадея I, герцога Савойского, Генриха IV и Анны Австрийской. На момент рождения принц занимал третье место в линии престолонаследия после отца и деда. Воспитанием мальчика последовательно занимались сначала Луиза де При, маркиза де Туси (до 1709), а затем её дочери: Мария Изабелла Анжелика де Ламот-Уданкур, герцогиня де Ла Ферте-Сентер (1709—1710) и Шарлотта де Ламот-Уданкур, герцогиня де Вантадур (с 1710); последняя также воспитывала младшего брата принца.
В начале апреля 1711 года Великий Дофин заразился оспой и умер 14 апреля в шато де Мёдон; таким образом, родители принца стали новыми дофином и дофиной, а сам он на шаг приблизился к трону. Траурный двор отправился во дворец Фонтенбло в начале февраля 1712 года, где 12 февраля от кори скончалась мать Людовика, Мария Аделаида. После смерти дофины королевская семья переехала в Марли, чтобы избежать распространения инфекции, где стало ясно, что дофин успел заразиться от жены. Отец Людовика умер через шесть дней после смерти его матери. 23 февраля 1712 года в Сен-Дени состоялись похороны родителей принца; сам он в этот момент никаких признаков болезни не выказывал. Мальчик был назван наследником престола с соответствующим титулом, но уже 8 марта 1712 года умер в Версале от кори в возрасте пяти лет и двух месяцев.
Единственный наследник короля и младший брат Людовика, герцог Анжуйский — впоследствии король Людовик XV, был спасён воспитательницей Шарлоттой Вантадур, которая заперлась с принцем в его покоях и не давала докторам делать ему кровопускание, что, как она считала, погубило старшего брата мальчика. Смерть сразу троих членов королевской семьи стала тяжелейшей утратой как для самого короля, так и для его окружения.